# Telefe noticias (Córdoba)
Telefe Noticias es un noticiero cordobés emitido por Telefe Córdoba. Cuenta con tres ediciones diarias y es la versión local del noticiero porteño del mismo nombre.

## Historia
Teleocho Noticias es el primer servicio informativo de Teleocho. Tuvo su emisión piloto en las Elecciones Legislativas de octubre de 1993, pero el lanzamiento oficial del noticioso se dio recién el 1° de agosto de 1994, en el horario de las 12:30, sus primeros conductores fueron Fabiana Dal Prá y Pablo Colazo.
En mayo de 1999 con la compra del canal por parte de Compañía Surera de Inversiones, incorpora su segunda edición en el horario de las 19, con la conducción de Luis Valle y Silvia Franco.
En agosto de 1999 y por disposición del Director de Noticias de Telefe, Horacio Larrosa, llega a Teleocho Gustavo Siegrist y se hace cargo de la Gerencia de Noticias. Fabiana Dal Pra conduce Teleocho Noticias, Primera edición y Silvia Franco en Teleocho Noticias, Segunda edición. Por primera vez, ambas ediciones de Teleocho Noticias logran vencer a los históricos Crónica 10 (TV10) y Noticiero 12 (Canal 12).
En 2001 se produce un conflicto con Fabiana Dal Prá (quien se encontraba sola en la conducción por el retiro de Pablo Colazo del mismo), este problema se da por un cambio de funciones que se le hizo a la conductora, que conllevo a un juicio, el cual la periodista le ganó a Televisión Federal S.A., por una suma millonaria. Debido a esto, la conducción del noticiero queda en manos del locutor del canal Claudio Ledesma; sin embargo en la conducción también participó en algún momento Adriana Rivarosa, histórica periodista de móviles del canal.
En 2003 se produce una reestructuración de los noticieros del Grupo Telefe (al cual pertenece el canal) ya que se crea la división Telefe Noticias Interior y se renuevan sus estudios adaptándolos a los de Telefe Noticias de Buenos Aires, con este cambio se produce la incorporación de Gerardo López (el periodista más fuerte por ese entonces del Multimedio SRT) a la conducción de Teleocho Noticias a las 19 y a Adrián Álvarez y Karina Ortiz a la conducción de Teleocho Noticias a las 12. Durante este periodo, en algún momento, también participa de la conducción Néstor Pérez, periodista del canal.
En 2007, bajo dependencia de una reestructuración de los horarios de Telefe, el horario de ambas ediciones cambian y también cambian sus nombres a Teleocho Noticias a las 13 y Teleocho Noticias a las 20. También en ese año, Adrián Álvarez y Karina Ortiz, dejan de conducir la edición de las 13, entonces, Gerardo López y Silvia Franco, se encargan tanto de la edición de las 13, como de la de las 20, esto se mantiene hasta 2009.
El 15 de diciembre de 2009 Teleocho Noticias es levantado por Telefe, debido a que la empresa expresó su disgusto por una asamblea realizada por los periodistas cordobeses de Teleocho (asamblea que realizaron todos los periodistas de los diversos medios de Córdoba). En reemplazo del mismo, Telefe decide poner al aire Telefe Noticias, en sus ediciones de las 13 y las 20. Este hecho hizo que el índice de audiencia promedio de 16 puntos que Teleocho Noticias había mantenido durante años, se desmoronara a tan solo 6 puntos de índice de audiencia, siendo el canal superado por el informativo de El Doce, quien mantuvo y vio incrementado a más de 20 puntos de índice de audiencia el noticiero. Cabe aclarar que los cordobeses produjeron esa baja de índice de audiencia como medida de protesta, generada en varios grupos formados en la red social Facebook, entre ellos el grupo llamado "Todos los cordobeses por Teleocho Noticias" con más de 30 000 seguidores. Esta medida de protesta consistía en no ver Telefe Noticias, y mirar cualquier otro informativo, ya sea el de Canal 10 (Crónica Mediodía o Crónica Plus) o los noticieros de El Doce (Noticiero Trece o Telenoche). 
El 12 de abril de 2010 Teleocho Noticias regresa al aire. Luego de 4 meses, las páginas periodísticas cordobesas acreditaban la vuelta a la pérdida comercial que estaba teniendo Telefe en Teleocho debido a los bajos índices de audiencia que estaba teniendo el canal. El noticiero volvió con escenografía renovada, y otra cortina musical, dejando un poco de lado la artística tradicional de Telefe Noticias Interior, aparte de esto el noticiero decidió ingresar a las redes sociales en Facebook y Twitter, y también crear una página de Internet. El noticiero actualmente se ve enfocado a realizar muchos más informes dedicados a temas sociales, como las drogas, los hospitales y sus falencias, etcétera. De alguna forma se pudo observar que Telefe quiso arreglar el gran problema causado, esto se podía notar en algunas acciones que realizó, como establecer móviles en directo desde Córdoba con periodistas de Telefe Noticias en Buenos Aires (hechos jamás registrados), ya que los móviles generalmente se realizaban desde el interior para Telefe Noticias en Buenos Aires.
En mayo de 2011 debido a la entrada en vigencia de la Ley de Medios y los porcentajes de producción local de cada canal, Telefe y el Gerente de Noticias de Teleocho, Omar Basalo, deciden hacer una reestructuración del noticiero, con la cual se produce una modificación de la estética del estudio, cambio de nombres de las ediciones a Teleocho Noticias Mediodía y Teleocho Noticias Central, y aumento del horario de la primera edición, que empieza a durar media hora más, comenzando a las 12:30. No obstante, transcurrido un mes, el índice de audiencia de las ediciones no le es favorable, por lo que nuevamente se deciden hacer cambios y el 6 de junio se amplia el horario de la edición de mediodía media hora más, comenzando a las 12. Estos cambios se producen, porque como Noticiero Doce empieza media hora antes, tenía ventaja de televidentes, la idea de los directivos de Teleocho es que Noticiero Doce no tenga esa ventaja para que su índice de audiencia sea más parejo, y por otra parte, la edición central regresa a su horario original a las 19.
El 17 de octubre de 2011, comenzaba una nueva edición, a la mañana, llamada Córdoba Directo, que es conducida por Damian Carreras y Cruz Gómez Paz; siendo la versión local del magazine periodístico porteño Baires Directo (hoy Buen Telefe), de Telefe Noticias. Ese mismo día, se revirtieron los cambios de horario hechos en mayo, volviendo a comenzar a las 13 la primera edición, y a las 20 la segunda.
El 4 de agosto de 2014, Teleocho empieza sus trasmisiones en HD conllevando al cambio de estética de su noticiero, trasformándolo en un estudio similar al de Telefe Noticias.
El 23 de enero de 2017, Teleocho Noticias, Primera edición fue movido al horario de las 12 antes del estreno del programa porteño ¿En qué mano está?.
A partir del 15 de mayo de 2017, La primera edición regresa al horario de las 13.
El 27 de julio de 2018, dejó de emitirse Córdoba Directo, tras 7 años en el aire, el canal dejó de producir por el momento un espacio noticioso en la primera mañana.
El 20 de septiembre de 2018, Víctor Zapata, condujo por última vez la edición mediodía, fue desplazado de su cargo. Desde entonces fue reemplazado por Adrián Álvarez. El 1º de octubre de 2018, Darío Illanes, quien se desempeñaba como columnista de tecnología, tomó la conducción de la edición mediodía, junto a Silvia Franco.
El 1º de octubre de 2018, Teleocho Noticias actualizó su escenografía, gráficas y cortinas musicales a la par de Telefe Noticias.
El 21 de noviembre de 2018, pasó a llamarse Telefe Noticias, debido al cambio de nombre del canal a Telefe Córdoba.
El 4 de diciembre de  2018, se suman a la primera edición del noticiero María José Caudana (en espectáculos), y al día siguiente, Mateo Ferrer (en deportes).
El 18 de septiembre de 2020, fue un hecho histórico en la televisión cordobesa: Telefe Noticias transmite en dúplex con Telenoche de El Doce para entrevistar a los periodistas Silvia Franco y Luchy Ybáñez, aislados por COVID-19.
El 6 de abril de 2021, comenzó una nueva edición, a la medianoche, con el nombre Telefe Noticias, Tercera edición, (o Telefe Noticias Medianoche), con la conducción de Darío Illanes y Mateo Ferrer.
A partir del 3 de octubre de 2022, Telefe Noticias renueva totalmente la escenografía con nuevo escritorio, gráficas y pantallas grandes.

## Ediciones
El canal cuenta con tres ediciones diarias del noticiero, todos los horarios son en ART (UTC-03:00)
| Ediciones                | Horario                           | Conducción                     |
| ------------------------ | --------------------------------- | ------------------------------ |
| Telefe Noticias a las 13 | Lunes a viernes de 13:00 a 14:30  | Silvia Franco y Adrián Álvarez |
| Telefe Noticias a las 20 | Lunes a viernes de 20:00 a 21:30  | Gerardo López y Cruz Gómez Paz |
| TFN Medianoche           | Martes a sábados de 00:30 a 01:00 | Flavia Fochesato               |

## Columnistas
En cada una de las ediciones, participan en las diferentes columnas los periodistas:
| Sección      | Columnista/s                           |
| ------------ | -------------------------------------- |
| Clima        | Gerardo Barrera, Flavia Fochesato      |
| Deportes     | Juan Vallejo y Ricardo "Ricky" Vázquez |
| Economía     | Gabriela Origlia                       |
| Educación    | Liliana González                       |
| Espectáculos | Flavia Fochesato                       |